# Vicia fulgens
Vicia fulgens är en ärtväxtart som beskrevs av Jules Aimé Battandier. Vicia fulgens ingår i släktet vickrar, och familjen ärtväxter. IUCN kategoriserar arten globalt som akut hotad. Inga underarter finns listade i Catalogue of Life.